# Markus Bräutigam
Markus Bräutigam (* 23. November 1951) ist ein deutscher Regisseur und Drehbuchautor, der hauptsächlich für das öffentlich-rechtliche und private Fernsehen tätig ist.

## Ausbildung
Markus Bräutigam studierte anfangs an der Ludwig-Maximilians-Universität in München bis zum ersten juristischen Staatsexamen. Anschließend erfolgte ein Wechsel an die Hochschule für Fernsehen und Film in München und die Ausbildung zum Regisseur.

## Tätigkeiten
Bräutigam arbeitet vornehmlich als Regisseur von Fernsehproduktionen. Nach anfänglichen Tätigkeiten als Regieassistent, Produzent und Editor sind seit 1982 annähernd 30 verschiedene TV-Filme und Folgen von TV-Serien unter seiner Regie entstanden. Bei einem Teil seiner Werke trat er zudem als Drehbuchautor in Erscheinung. Einem größeren Publikum wurde Bräutigam durch die Filme Scharf wie Chili sowie Menschenjagd bekannt. Bräutigam ist als Dozent im Bereich Regie tätig. Er unterrichtet an der HFF München, DFFB Berlin, HMS Hamburg, Macromedia München, Medienakademie und IFS Köln. Außerberuflich engagiert sich Bräutigam für die Interessen der Filmemacher in Deutschland durch eine Vorstandstätigkeit im Bundesverband Regie (BVR) und als Mitglied der Drehbuchkommission FFA.

## Auszeichnungen
- ARD Starlight Preis für Regie „Rosowski“ (TV-Serie)
- Bundesfilmpreis in Silber für Produktion „Spätvorstellung“ (Kinokurzfilm)
- Nominierung Grimme-Preis für „Sekt oder Selters“  (TV)
- Fernsehspieltage Baden-Baden, Münchner Filmfest TOP TV Reihe „Dreamboy macht Frauen glücklich“ (TV)

## Filmografie
- 1979: Der kostbare Gast [Regieassistenz]
- 1981: Wochenend [Regieassistenz]
- 1982: Love Unlimited [Regie, Drehbuch, Editor]
- 1982: Spätvorstellung [Produzent]
- 1984: Das Arche Noah Prinzip [Regieassistenz]
- 1988: Rosowski (TV-Serie, 1 Folge) [Regie]
- 1989: Büro, Büro (TV-Serie, 3 Folgen) [Regie]
- 1990 Der Fahnder: Familienbande (#2.20) (TV-Serie) [Regie]
- 1990: Sekt oder Selters (TV-Serie) [Regie]
- 1991: Hafendetektiv (TV-Serie, 4 Folgen) [Regie]
  - Die Spur der Steine (#3.5)
  - Eine nette Familie (#3.10)
  - Kemal (#3.11)
  - Schnee im Hafen (#3.4)
- 1994: Doppelter Einsatz (TV-Serie) [Regie]
  - Abgezockt (#1.11)
  - Angst (#1.9)
  - Besuch aus der Provinz (#1.10)
  - Blutiger Schnee (#1.12)
  - Der schöne Igor (#1.7)
  - Schwarzer Montag (#1.8)
- 1994: Wohin gehen wir heute abend? (TV) [Regie]
- 1995: Ein Fall für zwei: Weißes Land (#15.4) (TV-Serie) [Regie, Drehbuch]
- 1996: Faust (TV-Serie) [Regie]
  - Auf Sendung (#3.1)
  - Diebin des Feuers (#3.5) [auch Drehbuch]
- 1998: Ein Vater unter Verdacht (TV) [Regie]
- 1999: Menschenjagd (TV) [Regie]
- 1999: Das verflixte Babyjahr – Nie wieder Sex?! (TV) [Regie]
- 2000: Dreamboy macht Frauen glücklich (TV) [Regie, Drehbuch] – Alternativtitel „Mann bleibt Mann“ & „Keine Liebe ist umsonst“
- 2002: Jagd auf den Plastiktüten-Mörder (TV) [Regie, Drehbuch]
- 2003: Flitterwochen im Treppenhaus (TV) [Regie]
- 2004: Der Ermittler (TV-Serie, 1 Folge) [Regie]
- 2004: Sektion – Die Sprache der Toten (TV) [Regie]
- 2005: Die Liebe kommt als Untermieter (TV) [Regie]
- 2006: Nachtschwimmer (TV-Serie) [Regie]
- 2007: Scharf wie Chili (TV) [Regie]
- 2008: Liebe auf vier Pfoten (TV) [Regie]
- 2009: Die Treue-Testerin – Spezialauftrag Liebe (TV) [Regie]
- 2010: Urlaub mit kleinen Folgen (TV) [Regie]
- 2011–2014: Dahoam is Dahoam (TV-Serie, 30 Folgen) [Regie]
- 2018–2019: Alles was zählt (TV-Serie, 47 Folgen) [Regie]